# Chapelle Barbault de Saint-Chartier
La chapelle Barbault de Saint-Chartier est un monument funéraire. Elle est située sur le territoire de la commune de Saint-Chartier, dans le département de l'Indre, en région Centre-Val de Loire.

## Situation
La chapelle se trouve dans la commune de Saint-Chartier, à l'est du département de l'Indre, en région Centre-Val de Loire. Elle est située dans la région naturelle du Boischaut Sud.

## Toponymie
Elle tient son nom de son emplacement : le pré du Barbot. Elle fut aussi appelée « chapelle du Barbeau, » ou « chapelle Barbeau ».

## Histoire
La chapelle a été construite par Alexandre Ier Naud, alors propriétaire du château de Saint-Chartier, comme chapelle funéraire pour la famille Naud.
Sa construction date de 1864-1865.
À  l'avant de la chapelle, on peut discerner les restes d'une tour de guet, ancien fortin avancé du château.

## Description
La liste suivante, peut-être encore incomplète, énumère les personnes identifiées dans la chapelle par une plaque funéraire :
1re génération :
- Alexandre Ier Naud[3] (1793-1876) et son épouse Victoire Clouard[3],[4] (1818-1906).

2e génération :
- Alexandre II Michel Marie Naud[5] (1836-1902) et son épouse Juliette Émilie Bosquet[6] (1837-1912), ainsi que sa mère Pauline Jallobert de Monville[7] (1797-1881) et sa sœur Émilie Bosquet[7] (1823-1892). Ces dernières n'ont pas de plaque funéraire dans la chapelle, leur présence étant au départ provisoire[7].
- Victorine-Alexandrine-Marie Naud[4] (1837-1926) et son époux Michel-Louis-Bonaventure Germain[4] (1820-1906).

3e génération (enfants d'Alexandre II et de Juliette Bosquet) :
- Marie Magdeleine Pauline Alexandrine Naud[8] (1865-1880),
- Solange Naud[9] (1867-1965) et son époux Raymond Bodard[9] (1861-1935).

4e génération (fils de Solange et de Raymond Bodard) :
- Paul Bodard[10] (1889-1969) et son épouse Élisabeth Soudée (1888-1937)[réf. souhaitée].
- Michel Bodard[11] (1893-1975) et son épouse Alex Andrivon[11] (1901-1966).

ainsi que :
- Monseigneur Laurent Trioche (1801-1887), qui a participé sur le plan financier à la restauration du château engagée par Victorine Naud et son mari entre 1873 et 1880[4].